# Jackline Chepkoech
Jackline Chepkoech, född 3 oktober 2003, är en kenyansk friidrottare.

## Karriär
Chepcoech tog guld vid U20 världsmästerskapen på 3 000 meter hinder 2021. 2022 blev hon mästare på samma distans i samväldesspelen.